# Mona McSharry
Mona McSharry, née le 21 août 2000 à Grange en Irlande, est une nageuse irlandaise spécialiste de la brasse. Elle est championne du monde juniors du 100 m brasse en 2017.

## Carrière
En remportant l'or aux Championnats du monde juniors 2017, elle devient la première nageuse irlandaise à monter sur la plus haute marche du podium dans cette compétition. Lors de la finale, elle bat le record d'Irlande du 100 m brasse en 1 min 7 s 10.
Aux Championnats d'Europe en petit bassin 2019, elle remporte sa première médaille chez les seniors avec le bronze sur le 50 m brasse en 29 s 87 et bat alors le record d'Irlande de la distance.
Pendant les jeux olympiques d'été de 2024, elle remporte la médaille de bronze aux 100 m brasse.

## Vie privée
En novembre 2019, elle accepte de rejoindre les rangs des nageurs de l'Université du Tennessee en 2020.

## Palmarès
| Année | Compétition                           | Lieu         | Place | Course       |
| ----- | ------------------------------------- | ------------ | ----- | ------------ |
| 2017  | Championnats du monde juniors         | Indianapolis | 1re   | 100 m brasse |
| 2017  | Championnats du monde juniors         | Indianapolis | 3e    | 50 m brasse  |
| 2017  | Championnats d'Europe juniors         | Netanya      | 1re   | 50 m brasse  |
| 2017  | Championnats d'Europe juniors         | Netanya      | 1re   | 100 m brasse |
| 2017  | Championnats d'Europe en petit bassin | Copenhague   | 5e    | 100 m brasse |
| 2018  | Jeux olympiques de la jeunesse        | Buenos Aires | 4e    | 50 m brasse  |
| 2018  | Jeux olympiques de la jeunesse        | Buenos Aires | 4e    | 100 m brasse |
| 2019  | Championnats d'Europe en petit bassin | Glasgow      | 3e    | 50 m brasse  |
| 2024  | Jeux olympiques d'été de 2024         | Paris        | 3e    | 100 m brasse |